# Ligne 19 du tramway de Bruxelles
Pour les articles homonymes, voir Ligne 19.
La ligne 19 du tramway de Bruxelles est une ligne de tramway mise en service le 9 janvier 1968, qui relie De Wand à la station Simonis depuis le 6 juillet 2024.

## Histoire

### Grand-Bigard - Simonis - Rogier - Luxembourg (Trône) - Louise - Barrière - Saint-Denis
La ligne est mise en service le 9 janvier 1968 lors de la quatrième phase de restructuration du réseau de tramway bruxellois avec l'itinéraire suivant, :
- gare de Grand-Bigard - Koekelberg place Simonis en remplacement du tramway 7 ;
- place Simonis - barrière de Saint-Gilles en remplacement des tramways 7, 13 et 14 ;
- barrière de Saint-Gilles - Forest place Saint-Denis en remplacement des tramways 13 et 14.

Elle est renforcée par un service partiel 19/ entre la basilique et la place Wielemans Ceuppens à Forest,.

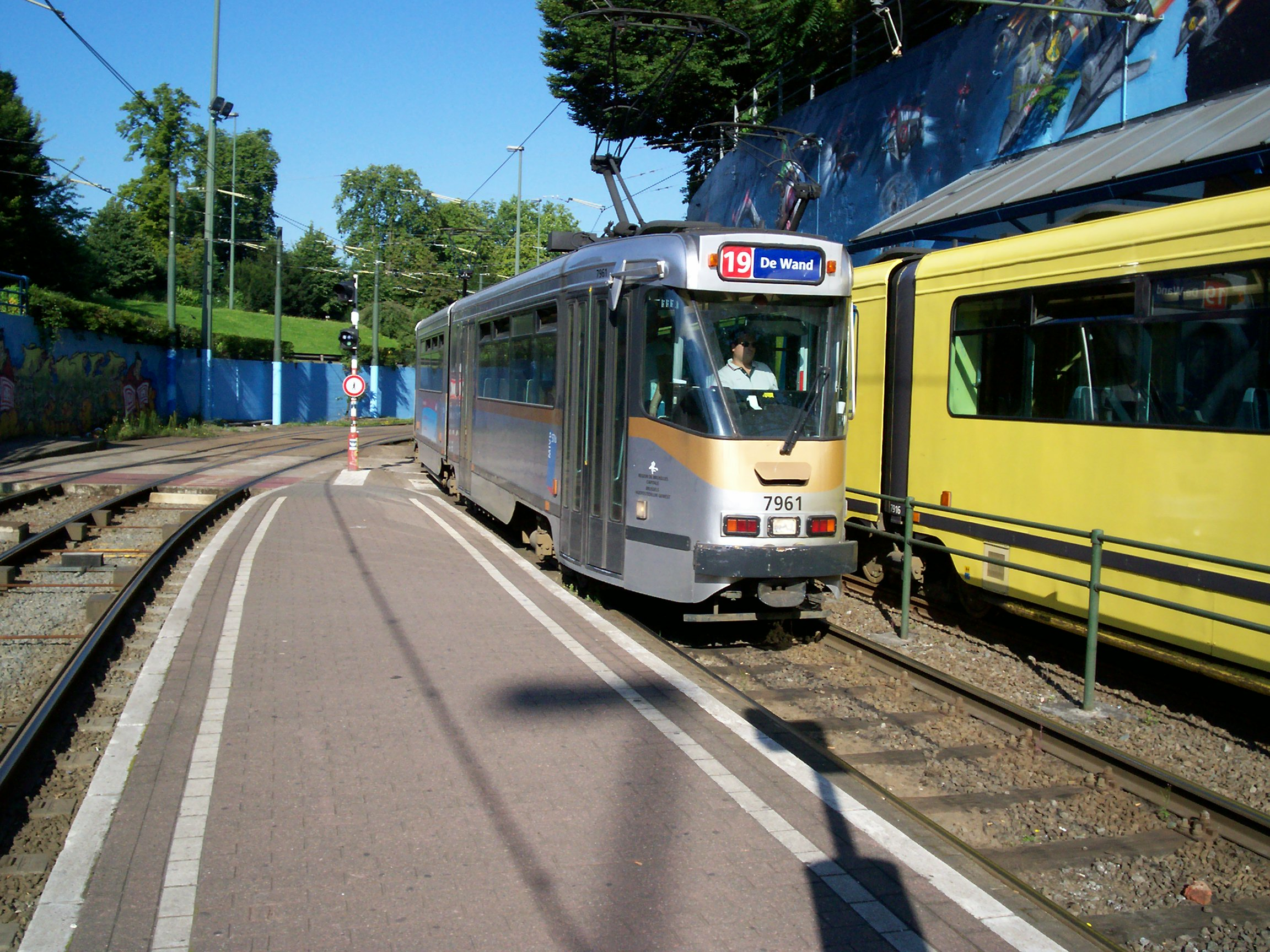
La PCC 7961 arrivant au terminus De Wand

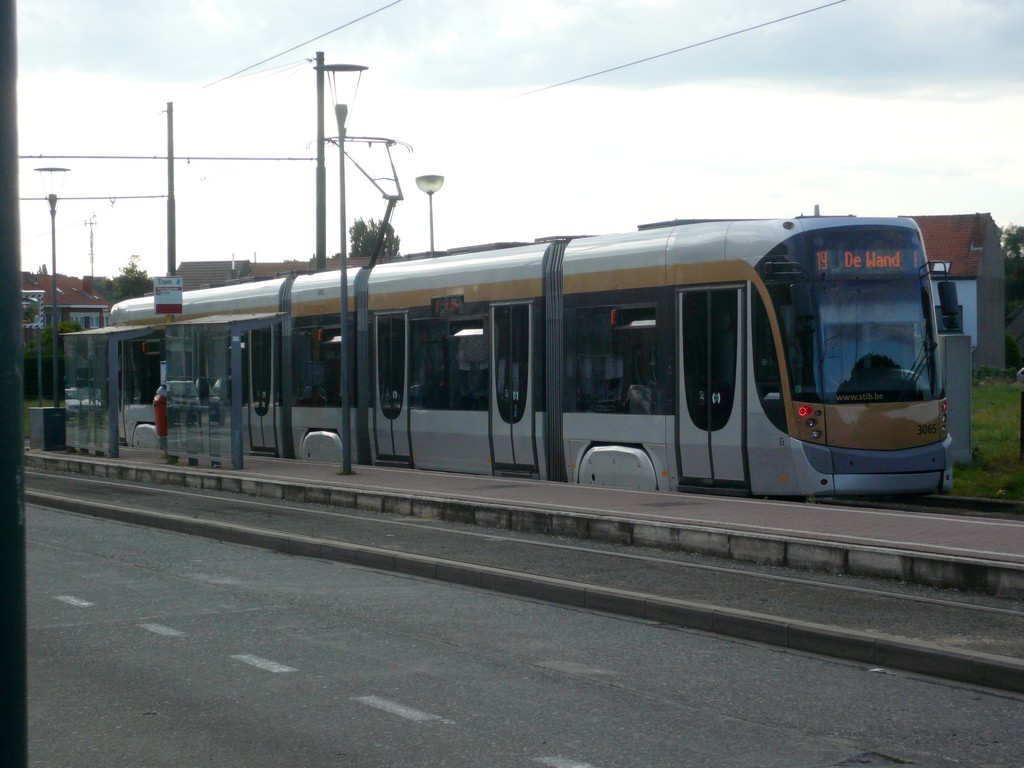
La motrice 3065 à l'ancien terminus Groot-Bijgaarden

Elle courait jusqu'à la Basilique de Koekelberg, qu'elle contournait comme encore actuellement, le long de l'avenue du Panthéon et du Parc Elisabeth. Elle traversait ensuite la place Simonis, avant de courir jusqu'à Rogier.
Elle empruntait alors le tunnel du prémétro entre Rogier et la Porte de Namur. Remontée en surface, elle courait le long du Boulevard de la Toison d'or jusqu'à l'actuelle station Hôtel des Monnaies des lignes de métros 2 et 6.
Elle prenait alors à gauche (jusqu'en mai 1980) et remontait la rue du même nom jusqu'à la Barrière de Saint-Gilles (par la suite, la rue de l'hôtel des monnaies a totalement été déferrée). Après cette date, le 19 fut dévié par la Porte de Hal d'où il remontait vers la Barrière par la chaussée de Waterloo via la ligne du 55. Ensuite, après sa longue descente jusqu'à Rochefort et Wielemans où il retrouvait la ligne 52 et l'ancienne ligne 58 des tramways de Bruxelles, il bifurquait à gauche pour rejoindre Forest et la place Saint-Denis, son terminus sud. Le tronçon entre Simonis et Jette était alors assuré par la ligne de tramway 103 (Erasme-Midi-Porte de Namur-Rogier-Simonis-gare de Jette-Houba de Strooper).

### Grand-Bigard - Simonis - De Wand
Lors de l'inauguration et la mise en service du métro lourd 2 sur la petite-Ceinture en 1988, le tram 19 a adopté son tracé définitif de ligne du Nord-ouest bruxellois en reprenant l'itinéraire du tram 103 entre "Simonis" et "Houba de Strooper". Pour l'occasion, un très court tunnel de prémétro en forme de fer à cheval doté d'une station spécialement dédiée au tram 19 fut construit sous la place Simonis afin de permettre des correspondances plus aisées avec la ligne 2, ainsi qu'une plus grande fluidité sur la ligne grâce à la suppression des embarras de circulation automobile. En 2018, la ligne du tram 9 est venue se greffer à cette station souterraine. Son tronçon sud, entre la "Barrière" et la place "Saint-Denis", est quant à lui repris par le tram 18, lui aussi entièrement modifié. Dans le début des années '90, le 19 obtient son nouveau terminus de "De Wand" et le 18 reprend "Houba".
Elle ne subira pas de modifications lors de la grande restructuration du réseau de tramways de la STIB qui dura de mars 2006 à l'été 2008, soit un peu plus de 2 ans, à l'instar des lignes 39, 44 et 92. Cette 5 ème restructuration conduira principalement à la suppression des lignes 18, 52, 83, 90, 91 et 93 (rétablie par la scission de l'ancienne ligne 94).
En 2021, des travaux ont lieu pour modifier le terminus de Groot-Bjgaarden. Le tram ne fait désormais plus une boucle par la gare de Grand-Bigard, mais rejoint directement le terminus situé sur la Dansaertlaan. Deux arrêts sont abandonnés : la gare de Grand-Bigard et Bayens, situé entre Hunderenveld et le terminus.
Le 6 juillet 2024, le tram 19 est limité au tronçon De Wand-Simonis, et le tram 9 reprend le tronçon jusqu'à Grand-Bigard.

## Tracé et stations
La ligne 19 du tram de Bruxelles part de De Wand, situé dans une tranchée créée à l'occasion de l'Exposition universelle de 1958 (en correspondance avec les lignes 7 et 35). Ensuite, les trams s'engouffrent dans un tunnel passant sous les voies de la ligne 35 et sous le Parc de Laeken pour arriver à la place Saint Lambert où se situe l'arrêt du même nom : point de correspondance avec les lignes 7 et 62. Puis les trams descendent l'avenue Jean Sobieski, et croisent la ligne de métro 6 à Stuyvenbergh. Ensuite, ils continuent sur le boulevard de Smet de Nayer où ils sont rejoints par les trams de les lignes 51 et 93, au niveau de la station Guillaume de Greef. Ils desservent le cimetière de Jette puis se séparent des trams des lignes 51 et 93. Ils arrivent alors sur l'avenue Secrétin et à travers la place du Cardinal Mercier, ils desservent la gare de Jette. Désormais sur la rue Léon Théodor, ils rejoignent la place Reine Astrid et l'avenue de Laeken, puis arrivent au niveau de la station Miroir. Les trams sont désormais sur l'avenue de Jette qui les mèneront à la station souterraine prémétro de Simonis, terminus de la ligne.

### Les stations
|  |   |  | Stations           | Lat/Long                    | Type     | Communes                 | Correspondances                                                |
|  | - |  | ------------------ | --------------------------- | -------- | ------------------------ | -------------------------------------------------------------- |
|  | ● |  | De Wand            | 50° 53′ 43″ N, 4° 21′ 19″ E |          | Bruxelles-ville (Laeken) | 35                                                             |
|  | ○ |  | Saint-Lambert      | 50° 53′ 26″ N, 4° 20′ 43″ E |          | Bruxelles-ville (Laeken) | (T) · (7) · (62)                                               |
|  | ○ |  | Stuyvenbergh       | 50° 53′ 11″ N, 4° 20′ 32″ E |          | Bruxelles-ville (Laeken) | (M) · (6) · (T) · (62) · (B) · (N18)                           |
|  | ○ |  | Ernest Salu        | 50° 53′ 04″ N, 4° 20′ 19″ E |          | Bruxelles-ville (Laeken) | (T) · (62)                                                     |
|  | ○ |  | Guillaume de Greef | 50° 52′ 57″ N, 4° 20′ 08″ E |          | Jette                    | (T) · (51) · (62) · (93) · (B) · (88)                          |
|  | ○ |  | Cimetière de Jette | 50° 52′ 46″ N, 4° 20′ 03″ E |          | Jette                    | (T) · (51) · (62) · (93) · (B) · (88)                          |
|  | ○ |  | Gare de Jette      | 50° 52′ 49″ N, 4° 19′ 49″ E |          | Jette                    | (B) · (14) · (88)                                              |
|  | ○ |  | Lenoir             | 50° 52′ 36″ N, 4° 19′ 41″ E |          | Jette                    |                                                                |
|  | ○ |  | Place Reine Astrid | 50° 52′ 24″ N, 4° 19′ 33″ E |          | Jette                    |                                                                |
|  | ○ |  | Miroir             | 50° 52′ 16″ N, 4° 19′ 28″ E |          | Jette                    | (T) · (9) · (B) · (53)                                         |
|  | ○ |  | Broustin           | 50° 52′ 05″ N, 4° 19′ 35″ E |          | Jette                    | (T) · (9)                                                      |
|  | ● |  | Simonis            | 50° 51′ 48″ N, 4° 19′ 48″ E | Prémétro | Koekelberg               | (M) · (2) · (6) · (T) · (9) · (B) · (13) · (49) · (87) · (N16) |

~ N'est pas exploité après 20 heures
+ N'est pas exploité avant 20 heures.

## Arrêts du tramway 19 avant 1988
Grand-Bigard - Gare de Grand-Bigard/Bayens - Hunderenveld - Azur - Vereman - Schweitzer - Valida - Goffin - Collège-Sacré-cœur - Bossaert-Basilique - Besme - Simonis - Ribaucourt - Yser - Rogier -   Botanique - Madou - Arts-Loi - Luxembourg (Trône) - Porte de Namur - Louise - Hôtel des Monnaies - (Dillens - Victoire - Coenen) Porte de Hal - Parvis de Saint-Gilles - Barrière - Combaz - Rochefort - Berthelot - Wielemans-Ceupens - Union - Châtaignes - Zaman - Monaco - Forest-Centre - Saint-Denis
L'accès au dépôt de Saint-Gilles (avenue du Roi) se faisait par la ligne 52 depuis "Wielemans-Ceupens".

## Exploitation de la ligne

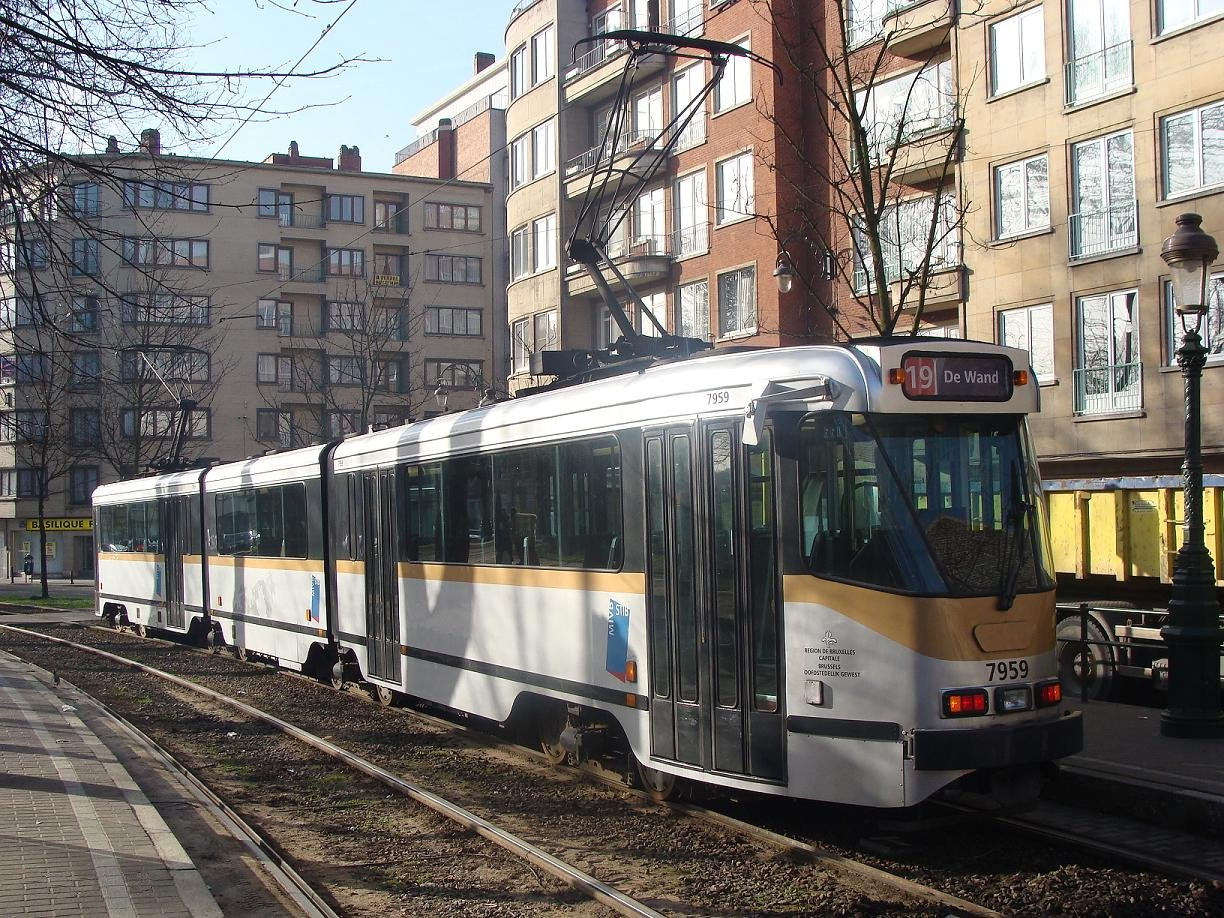
La PCC 7959 à Collège Sacré-Cœur

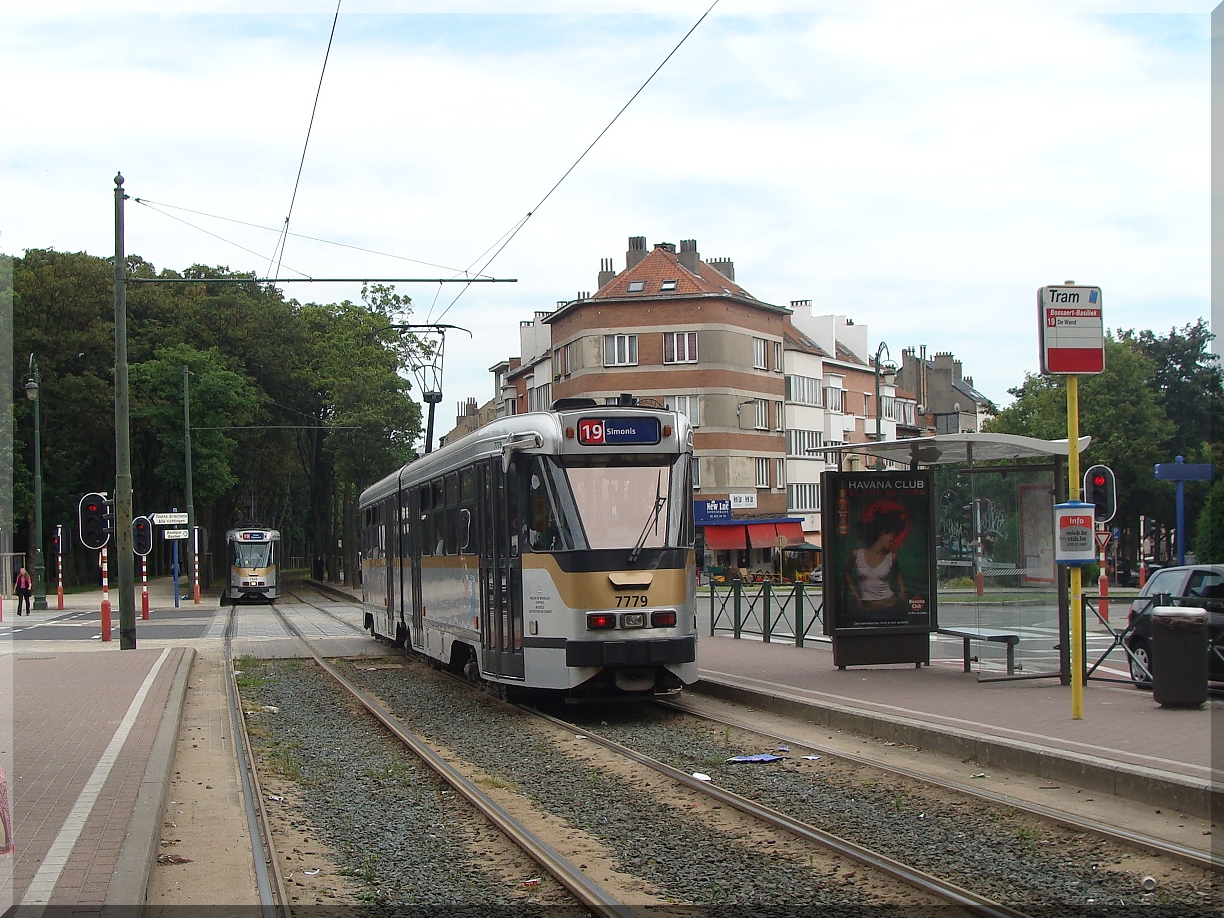
la motrice 7779 effectue un service de renfort sur la ligne 19

La ligne 19 est exploitée par la STIB. Elle fonctionne environ entre 5 h 15 et 1 h, tous les jours sur la totalité du parcours. Les tramways rallient De Wand à Simonis en environ 17 minutes. La ligne emprunte un trajet de surface qui est presque exclusivement en site propre, ce qui lui offre une excellente régularité.

### Fréquence
Les temps de parcours sont donnés à titre indicatif à partir du site de la STIB.
- En journée :
  - Du lundi au vendredi: un tram toutes les 8 minutes en heure de pointe entre Simonis et De Wand et toutes les 10 minutes en heure creuse et toutes les 15 minutes en soirée.
    - Petites vacances scolaires : un tram toutes les 8 minutes en heure de pointe et toutes les 10 minutes en heure creuse.
    - Horaire Petites vacances scolaires : un tram toutes les 8 minutes et toutes les 10 en heure de creuse et toutes les 15 minutes en soirée.
    - Grandes vacances : un tram toutes les 8 minutes en heure de pointe et toutes les 10-12 minutes en heure de creuse et toutes les 15 minutes en soirée.

  - Les samedis, c'est un tram toutes les 10 minutes l'après-midi.
- Les dimanches, c'est un tram toutes les 15 minutes en journée et toutes les 12-15 minutes en soirée.

### Matériel roulant

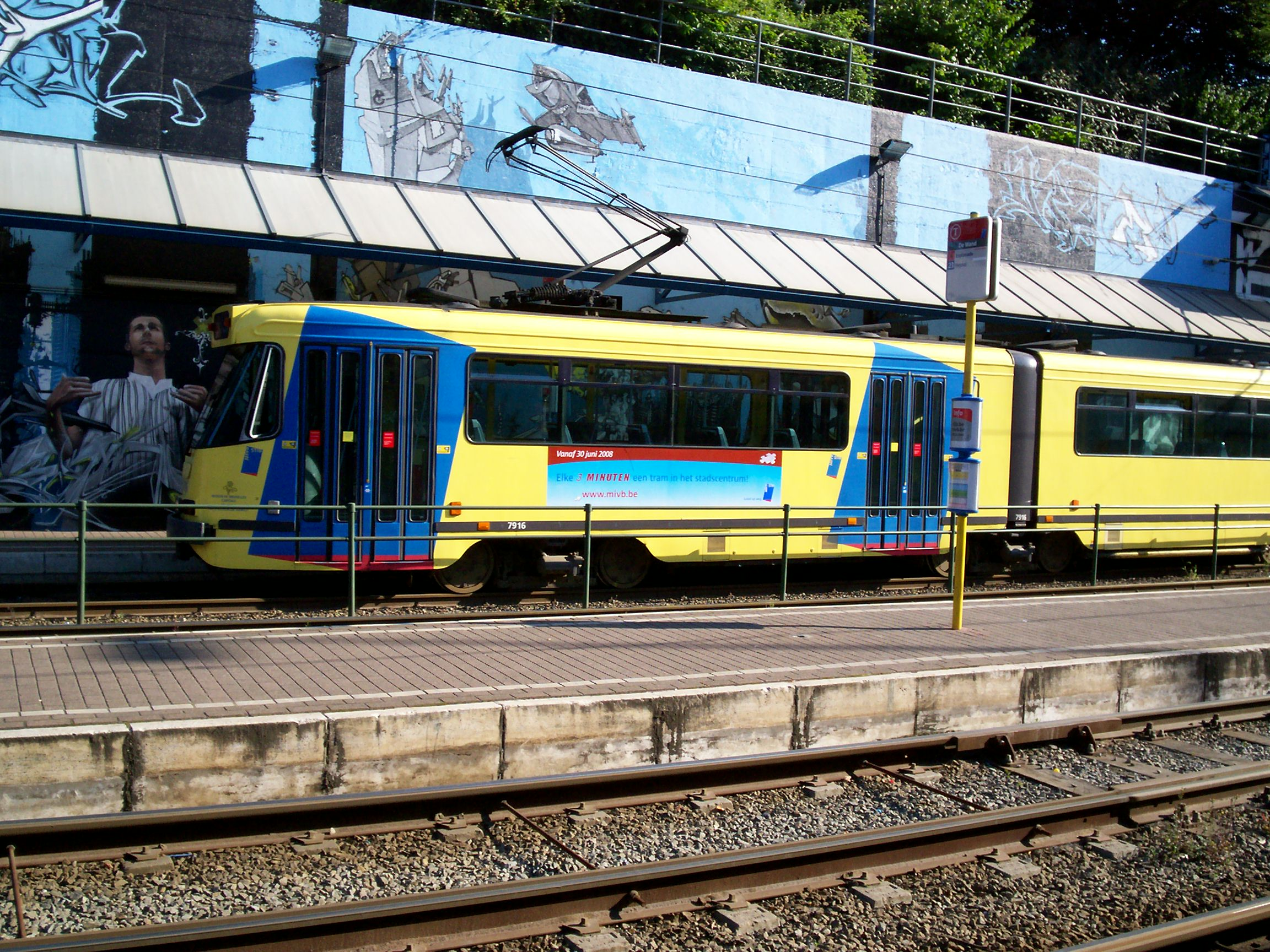
La PCC 7916 à De Wand

La ligne 19 est entièrement exploitée par des T 3000 mais était desservie autre fois par des PCC 7900 et des T2000.

### Tarification et financement
La tarification de la ligne est identique à celles des autres lignes (hors cas de la desserte de l'aéropport) exploitées par la STIB et dépend soit des titres Brupass et Brupass XL permettant l'accès aux réseaux STIB, TEC, De Lijn et SNCB soit des titres propres à la STIB valables uniquement sur ses lignes.
Le financement du fonctionnement de la ligne, entretien, matériel et charges de personnel, est assuré par la STIB.